# Toltecaria
Toltecaria antricola es una especie de araña araneomorfa de la familia Linyphiidae. Es el único miembro del género monotípico Toltecaria.

## Distribución
Se encuentra en el estado de Hidalgo en México donde fue descubierta en una gruta en Jacala de Ledezma.